# Мисс Казахстан 2014
Мисс Казахстан 2014 (каз. Мисс Қазақстан 2014) — 18-й конкурс красоты Мисс Казахстан. Состоялся 28 ноября, 2014 года. Победительницей стала представительница города Алматы — Регина Вандышева.

## Проведение конкурса
Прибытие участниц началось за две недели до конкурса. Помимо самих участниц с регионов, в конкурсе приняли участие пять победительниц с онлайн-голосования. 
Предполагалось, что победительница 2014 года получит возможность участвовать в международных конкурсах красоты Мисс мира 2014 и Мисс Вселенная 2014 и один миллион тенге. Как позже выяснилось, участница конкурса Мисс Алматы 2013 — Мадина Давлетова представит страну на Мисс мира, но не смогла принят участие из-за проблем с визой. Победительница Мисс Казахстан 2013 — Айдай Исаева отправится на Мисс Вселенная.
За несколько дней до финала, участницы конкурса сразились в кулинарном поединке.

## Итоговый результат
Список финалисток:
| Титул               | Участница            |
| ------------------- | -------------------- |
| Мисс Казахстан 2014 | Регина Вандышева     |
| 1-я Вице Мисс       | Амина Кожанова       |
| 2-я Вице Мисс       | Гульмира Абельдинова |
| 3-я Вице Мисс       | Айдана Кулшыманова   |

| Топ-20              |
| ------------------- |
| Ольга Мельникова    |
| Карина Гурьянова    |
| Анар Махамбетова    |
| Асия Абисова        |
| Аягоз Турдыбек      |
| Ботагоз Аралкаева   |
| Карина Шайкенова    |
| Айжан Тугельбаева   |
| Эльмира Бабаева     |
| Лариса Русакова     |
| Светлана Пашковская |
| Вероника Нам        |
| Айжан Бедешева      |
| Айсылкын Кадырбек   |
| Айдана Кулшиманова  |
| Адия Избасарова     |
| Лаура Мурсалимова   |

## Жюри
Состав жюри:
- Илья Ильин
- Луина
- Марат Оразгалин
- Салтанат Бекжигитова
- Виктория Моминбаева
- Совет Сеитов

Предполагалось участие в составе жюри:
- Али Окапов

## Участницы
Список участниц:
| Имя                    | Возраст | Место               | Город       | Примечание                                                        |
| ---------------------- | ------- | ------------------- | ----------- | ----------------------------------------------------------------- |
| Лаура Абдраманова      |         |                     | Алматы      | Сняла своё участие в конкурсе из-за предстоящей свадьбы.          |
| Гульмира Абельдинова   |         | 2-я Вице-мисс       | Алматы      |                                                                   |
| Асия Абисова           | 19      |                     | Астана      |                                                                   |
| Меруерт Амангельдинова | 18      |                     | Кокшетау    |                                                                   |
| Ботагоз Аралкаева      |         | Топ-20              | Атырау      |                                                                   |
| Эльмира Бабаева        | 18      |                     | Костанай    |                                                                   |
| Айжан Бедешева         |         | Топ-20              | Кокшетау    |                                                                   |
| Алтынай Бектибаева     |         |                     | Кызылорда   |                                                                   |
| Регина Вандышева       | 22      | Мисс Казахстан 2016 | Алматы      |                                                                   |
| Карина Гурьянова       |         |                     | Шымкент     | В 2017 году прошла кастинг посредством социальной сети Instagram. |
| Гаухар Жельдибаева     |         |                     | Талдыкорган |                                                                   |
| Адия Избасарова        | 17      | Топ-20              | Караганда   |                                                                   |
| Айсалкын Кадырбек      |         | Топ-20              | Алматы      |                                                                   |
| Асель Кенжегалиева     |         |                     |             |                                                                   |
| Амина Кожанова         |         | 1-я Вице-мисс       | Павлодар    |                                                                   |
| Александра Кривенчук   |         |                     |             |                                                                   |
| Айдана Кулшыманова     |         | 3-я Вице-мисс       | Астана      |                                                                   |
| Дарина Кульситова      |         |                     | Семей       |                                                                   |
| Айдана Мажбек          | 17      |                     | Талдыкорган |                                                                   |
| Анар Махамбетова       |         | Топ-20              | Кызылорда   |                                                                   |
| Ольга Мельникова       |         | Топ-20              | Уральск     |                                                                   |
| Лаура Мурсалимова      |         | Топ-20              | Актау       |                                                                   |
| Асель Мусалдинова      |         |                     | Астана      |                                                                   |
| Вероника Нам           |         | Топ-20              | Талдыкорган |                                                                   |
| Светлана Пашковская    |         | Топ-20              | Павлодар    |                                                                   |
| Диана Ремез            |         |                     | Тараз       |                                                                   |
| Лариса Русакова        |         | Топ-20              | Кокшетау    |                                                                   |
| Роза Сахипова          | 18      |                     | Уральск     |                                                                   |
| Алия Сексембаева       |         |                     | Павлодар    |                                                                   |
| Арай Серикбаева        | 17      |                     | Атырау      |                                                                   |
| Айжан Тугельбаева      |         | Топ-20              | Алматы      |                                                                   |
| Аягоз Турдыбек         |         | Топ-20              | Шымкент     |                                                                   |
| Айсель Файзуллина      | 22      |                     | Караганда   |                                                                   |
| Карина Шайкенова       | 20      | Топ-20              | Семей       |                                                                   |

## Выбывшие участницы
- Планировалось участия 34 участниц в национальном конкурсе красоты. Но представительница города Алматы — Лаура Абдраманова, сняла своё участие из-за предложения руки и сердца её молодым человеком[6]. Став первым событием в истории национального конкурса.
- Предполагалось участие ещё одной участницы из города Тараз — Айнур Алтынбекова, но по состоянию здоровья она выбыла из конкурса[24].